# Emmanuel Le Roy Ladurie
Emmanuel Le Roy Ladurie (Les Moutiers-en-Cinglais, Baja Normandía, 19 de julio de 1929-22 de noviembre de 2023) fue un historiador francés, miembro destacado de la Escuela de los Annales.

## Trayectoria
Durante años fue uno los miembros más exacerbados de tercera generación de la escuela de los Annales, llegando a decir que "la historia que no es cuantificable no puede llamarse científica". Más adelante, moderó sus posturas e incluso revalorizó los acontecimientos políticos, denigrados por generaciones anteriores de historiadores.
Integrante del Colegio de Francia, fue pionero de los nuevos campos de historia, como lo son la Historia desde abajo y la microhistoria. 
Su trabajo más renombrado es Montaillou, aldea occitana, un estudio sobre el pueblo de Montaillou en el sur de Francia en la época de la herejía de los cátaros, reconstruyendo toda la vida de un pueblo, especialmente de los campesinos.

## Libros
- 1966, Les Paysans de Languedoc
- 1975, Montaillou, village occitan, ISBN 2-07-032328-5 (en francés). Tr. Montaillou, aldea occitana, de 1294 a 1324, Taurus, 1988 ISBN 978-84-306-1179-9
- 1973, Le Territoire de l'historien Vol. 1
- 1978, Le Territoire de l'historien Vol. 2
- 1980, Le Carnaval de Romans, 1579-1580
- 1983, Histoire du climat depuis l'An Mil
- 1984, La Bruja de Jasmín, Argos Vergara, ISBN 978-84-7178-890-0
- 1987, L'État royal
- 1991, L'Ancien Régime
- 1995, Le Siècle des Platter (1499-1628), Le mendiant et le professeur
- 1997, Saint-Simon, le système de la Cour,
- 2001, Histoire de la France des Régions
- 2002, Histoire des paysans français, de la peste noire à la Révolution
- 2004, Histoire humaine et comparée du climat
- 2005, Histoire de France des régions: la périphérie française, des origines à nos jours